# 俞调梅
俞调梅（1911年—1999年），男，浙江吴兴人，中国岩土力学专家、教育家，曾任同济大学教授，第四、五、六届全国政协委员。